# Samuel-Leonardus Verveer
Pour les articles homonymes, voir Verveer.
Salomon Leonardus dit Samuel-Leonardus Verveer (La Haye, 30 novembre 1813-La Haye, 5 janvier 1876) est un peintre hollandais.

## Biographie
Samuel-Leonardus Verveer est né dans une famille de commerçants appartenant à la communauté juive de La Haye. Élève de Bartholomeus van Hove, on lui doit des paysages et des scènes de genre. Il participe en 1845 au Salon de Bruxelles où deux de ses toiles sont achetées par le ministre belge Van de Weijer (Het vertrek naar de Markt) et l'ambassadeur de Grande-Bretagne George Hamilton Seymour (Een Gezigt op Dordrecht).
En 1851, le roi Léopold lui remet la croix de l'Ordre de Léopold et en 1855, Napoléon III achète deux de ses tableaux lors de l'Exposition universelle de Paris. Il participe au Salon de 1857 et, en 1863, est nommé officier de l'Ordre de la Couronne de chêne par Guillaume III. En 1874, il est aussi nommé Chevalier de l'Ordre du Lion néerlandais
Il est le maître, entre autres, de Jan Weissenbruch et de Frederik Hendrik Kaemmerer.
Il est inhumé au cimetière juif de La Haye.

## Expositions
- 3 juillet - 1er novembre 2015 : De gebroeders Verveer : Haagse meesters van de romantiek, Joods Historisch Museum, Amsterdam[2].

## Galerie

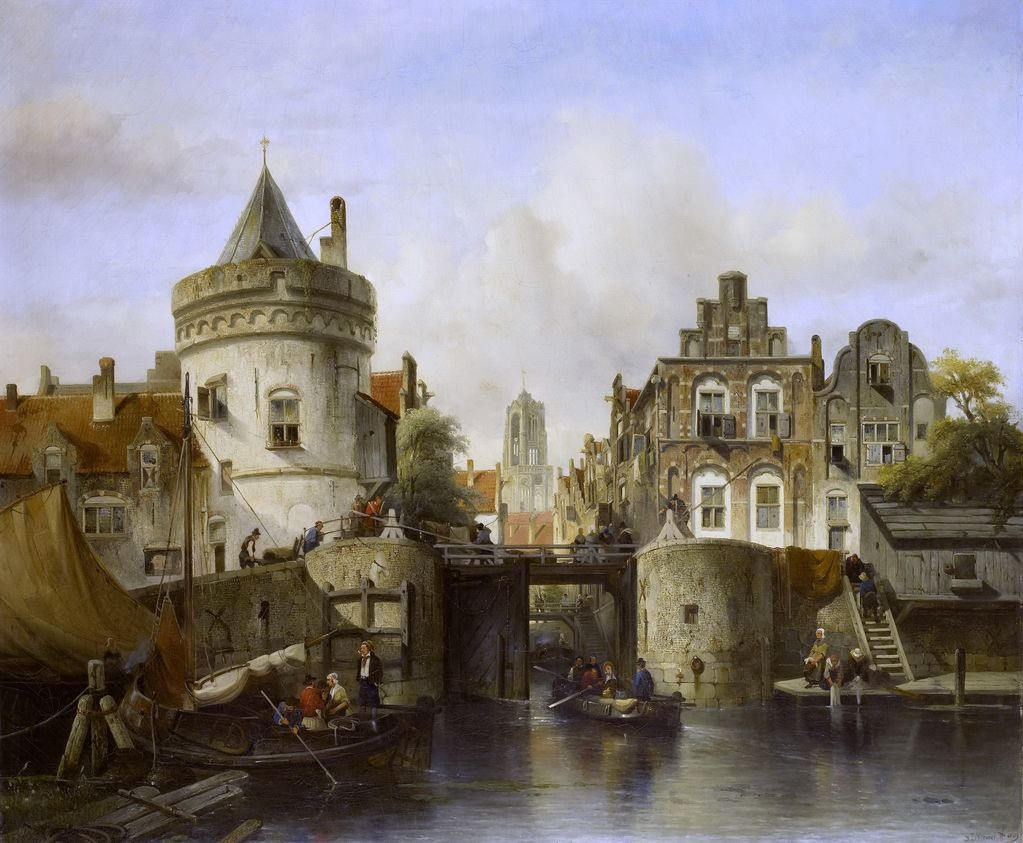
Paysage urbain (Stadsgezicht), Rijksmuseum
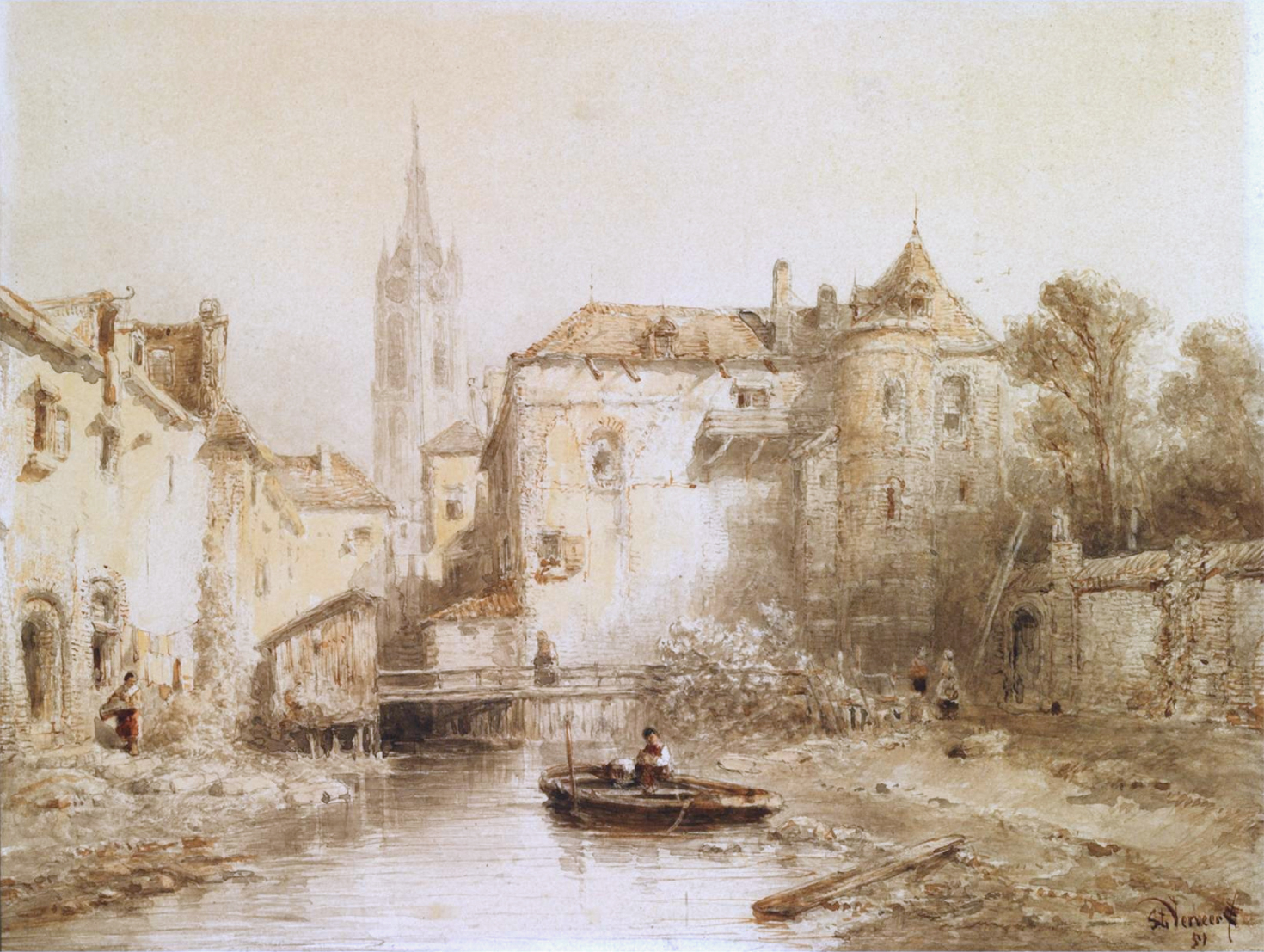
Townview with bell tower in the background , 1852
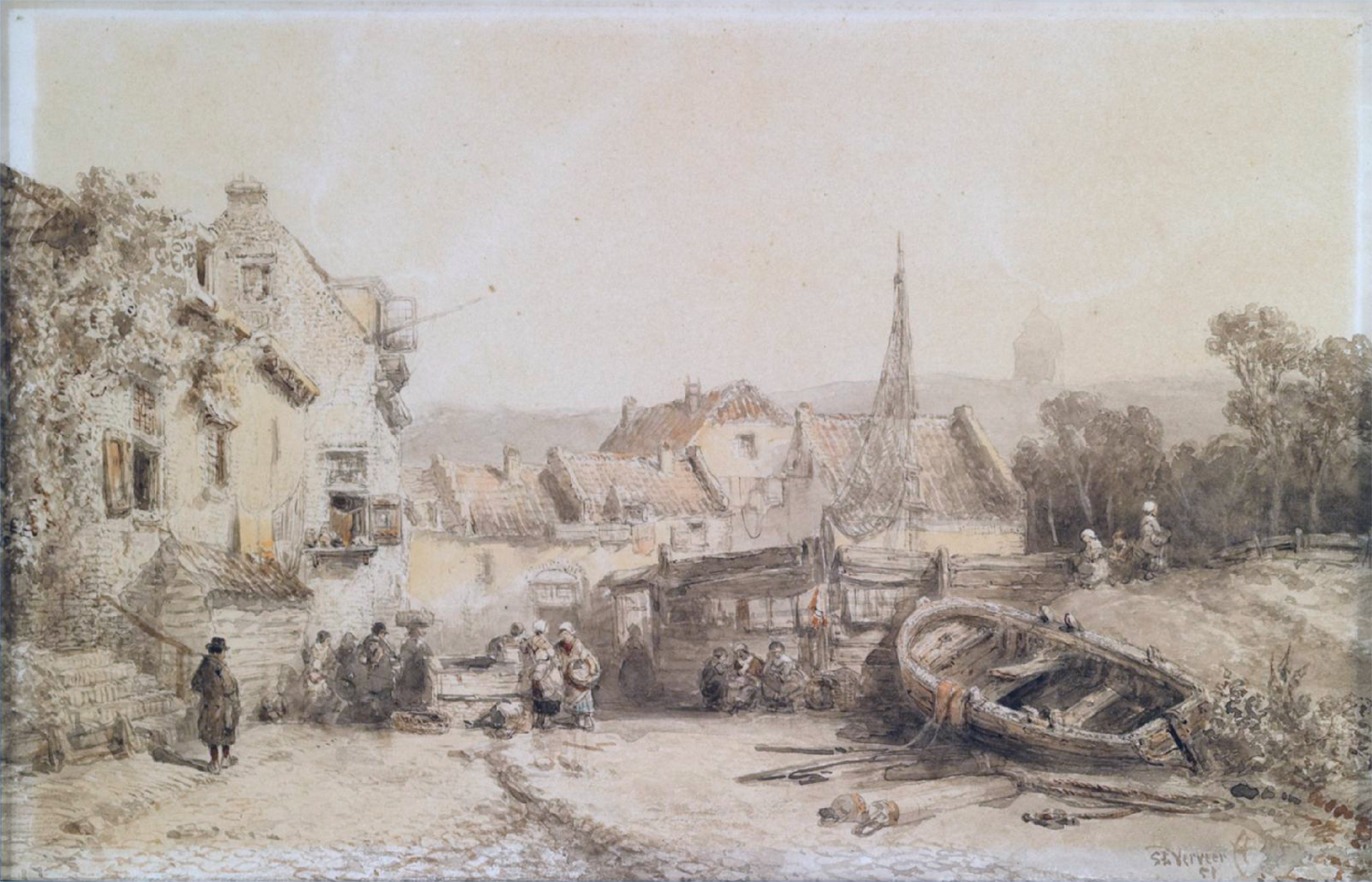
Figures in a fishing town

## Honneur
- Chevalier de l'ordre de Léopold (Belgique, 1851)[3].